# Dịch Hoàn
Dịch Hoàn (chữ Hán: 奕譞; 16 tháng 10, 1840 – 1 tháng 1, 1891), là Hoàng tử thứ 7 của Thanh Tuyên Tông Đạo Quang Đế. Ông là thân phụ của Thanh Đức Tông Quang Tự Đế và là tổ phụ của Tuyên Thống Đế, Hoàng đế cuối cùng của nhà Thanh.

## Tiểu sử
Dịch Hoàn là anh ruột của Cố Luân Thọ Trang Công chúa (固倫壽莊公主), Chung Đoan Quận vương Dịch Hỗ (奕詥) và Phu Kính Quận vương Dịch Huệ (奕譓). Sinh mẫu là Trang Thuận Hoàng quý phi.

## Cuộc đời

### Thời Hàm Phong và Đồng Trị
Tháng 2 năm Đạo Quang thứ 30 (1850), Đạo Quang Đế băng hà, Hoàng tứ tử Dịch Trữ với cương vị là Hoàng đích tử, lên ngôi Hoàng đế, lấy hiệu là Hàm Phong. ông được sách phong làm Thuần Quận vương (醇郡王).
Năm Hàm Phong thứ 10 (1860), theo lệnh của Hàm Phong Đế, ông thành hôn với Diệp Hách Na Lạp Uyển Trinh, em gái của Từ Hi Thái hậu. Hàm Phong Đế băng hà vào tháng 8 năm 1861. Người kế vị là Hoàng trưởng tử Tái Thuần, lúc này chỉ mới 5 tuổi. Trước lúc lâm chung, Hàm Phong Đế ban cho Nữu Hỗ Lộc Hoàng hậu – tức Từ An Thái Hậu và Ý Quý phi – tức Từ Hi Thái hậu, mỗi người một con dấu với hy vọng cả hai sẽ hợp sức cùng nhau nuôi dạy Hoàng đế tương lai khôn lớn. Ông cũng di chiếu lại cho 8 vị đại thần, đứng đầu bởi Túc Thuận, làm phụ chính hỗ trợ cho Hoàng đế nhỏ tuổi. Tháng 11 năm Hàm Phong thứ 11 (1861), ông cùng Cung Thân vương Dịch Hân đứng về phía của Từ An Thái Hậu và Từ Hi Thái hậu phát động Cuộc đảo chính Tân Dậu để bắt gọn phe phái của Túc Thuận. Túc Thuận sau đó bị đưa về Bắc Kinh để chịu tội và bị xử tử.
Sau cuộc đảo chính, năm Đồng Trị thứ 11 (1872), ông được tấn phong làm Thuần Thân vương (醇親王).
Năm Đồng Trị thứ 13 (1874), Thuần Thân vương Dịch Hoàn và Cung Thân vương Dịch Hân cùng một số người có liên quan bị Đồng Trị Đế đuổi khỏi bộ máy triều đình vì năng lực kém cỏi nhưng nhanh chóng trở lại triều đình do có sự can thiệp của Từ An Thái Hậu và Từ Hi Thái hậu.

### Thời Quang Tự
Tháng giêng năm Đồng Trị thứ 14 (1875), Đồng Trị Đế băng hà mà không có người kế vị. Do đó, Từ Hi Thái hậu đã chọn con trai thứ hai của ông là Tái Điềm lên ngôi. Sự lựa chọn này mang lại nhiều lợi thế cho bà: thứ nhất, thân mẫu của Tái Điềm là Diệp Hách Na Lạp Uyển Trinh, em ruột của Từ Hi Thái hậu; thứ hai, thân phụ của Tái Điềm là Dịch Hoàn, lại là trung thần của Từ Hi Thái hậu; thứ ba, Tái Điềm còn rất nhỏ nên Từ Hi Thái hậu vẫn tiếp tục là người nhiếp chính cho Hoàng đế, để bà dễ dàng thao túng chính trị. Đối với ông thì đó không phải là niềm vui sướng. Ông đã tự hành hạ mình và khóc lóc rất thảm thiết, sau đó thì rơi vào hôn mê. Vì là thân phụ của Hoàng đế nên ông được hưởng rất nhiều đặc ân, như việc trao cho ông đặc quyền của Thiết mạo tử vương. Tuy vậy, ông luôn tỏ ra khó chịu và bị ám ảnh là Từ Hi Thái hậu có thể giết ông bất cứ lúc nào.
Quyết định đầu tiên khi Quang Tự Đế lên ngôi của ông là ông tự nguyện từ bỏ hết tất cả chức vị để tránh liên lụy đến mình. Sau khi từ chức, ông đã được giao phó dạy dỗ vị Hoàng đế trẻ tuổi này. Sau khi Cung Thân vương Dịch Hân bị thất sủng, ông miễn cưỡng trở thành nhân vật quyền lực chỉ đứng sau Từ Hi Thái hậu. Từ Hi Thái hậu ra lệnh cho tất cả công việc triều chính phải được thông qua ông trước khi đưa ra quyết định.
Năm Quang Tự thứ 6 (1881), Từ An Thái hậu, đồng nhiếp chính với Từ Hi Thái hậu, đột ngột qua đời, có thuyết cho là bà bị đầu độc. Ông càng trở nên thận trọng hơn và làm mọi cách để chiều lòng Từ Hi Thái hậu để bảo toàn mạng sống của mình. Năm Quang Tự thứ 12 (1887), Quang Tự Đế đã đến tuổi trưởng thành và có thể bắt đầu quyền lực của mình nhưng chính ông đã để cho Từ Hi Thái hậu kéo dài thời gian nhiếp chính của bà.
Năm Quang Tự thứ 10 (1885), Từ Hi Thái hậu bổ nhiệm ông làm "Đô đốc Hải quân", giao cho phụ trách xây dựng Hạm đội Bắc Dương. Ông sau đó đã biển thủ số tiền đáng lẽ dùng để xây dựng lực lượng hải quân để trùng tu và mở rộng Cung điện mùa hè đã bị phá huỷ năm 1860. Hải quân nhà Thanh vì không được cung cấp ngân khố nên đã bị thất bại nhục nhã trong cuộc chiến Nhật – Thanh (1894 – 1895). Vì mong muốn làm hài lòng Từ Hi Thái hậu quá lớn nên ông chỉ lo tập trung xây dựng Cung điện mùa hè mà bỏ mặc những nạn nhân bị lũ lụt ở Bắc Kinh.
Ông qua đời vào ngày đầu tiên của năm 1891, ngay trước khi Cung điện mùa hè được hoàn thành. Thụy hiệu đầy đủ của ông là Thuần Hiền Thân vương (醇贤亲王). Con trai thứ năm của ông, Tái Phong kế thừa tước hiệu Thuần Thân vương (醇親王).

## Gia quyến

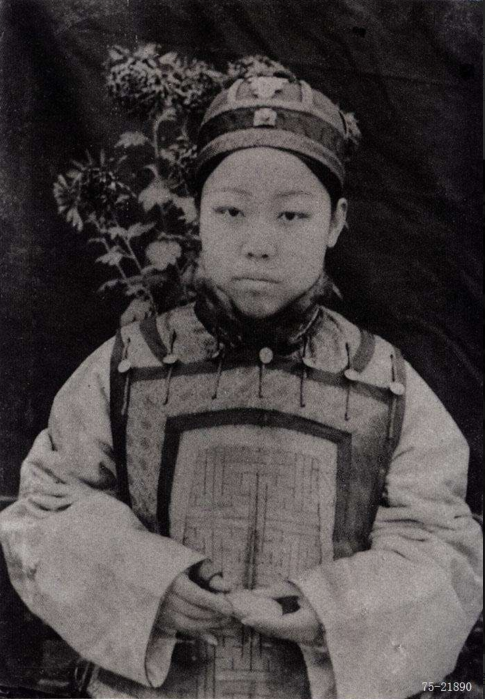
Trắc Phúc tấn Lưu Giai thị, tên Thúy Nghiên

### Thê thiếp

#### Đích Phúc tấn
- Diệp Hách Na Lạp Uyển Trinh (叶赫那拉婉貞; 13 tháng 9 năm 1841 – 19 tháng 6 năm 1896), em gái của Từ Hi Thái hậu.

#### Trắc Phúc tấn
- Nhan Trát thị (顏扎氏), con gái của Lai Phúc (來福), là người được lựa chọn đặc biệt dành riêng cho ông bởi Từ Hi Thái hậu, mất sớm, truy tặng làm Trắc Phúc tấn.
- Lưu Giai thị (劉佳氏; 1866 – 1925), con gái của Ngũ phẩm điển vệ Đức Khánh (德慶), là tổ mẫu của Tuyên Thống Đế Phổ Nghi.
- Lý Giai thị (李佳氏; ? – 1928), con gái của Đức Thuần (德純).

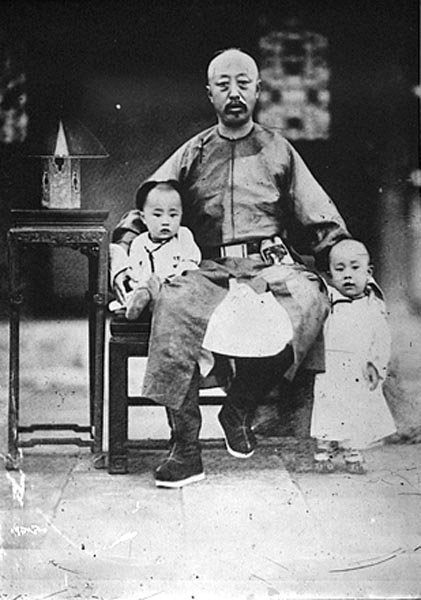
Dịch Hoàn và hai con trai Tái Phong (đứng thẳng) và Tái Tuần

### Hậu duệ

#### Con trai
1. Tái Hãn (載瀚; 1 tháng 2 năm 1865 – 9 tháng 12 năm 1866), chết yểu, mẹ là Uyển Trinh.
2. Tái Điềm (載湉; 14 tháng 8 năm 1871 – 14 tháng 11 năm 1908), mẹ là Uyển Trinh, sau này là Quang Tự Đế.
3. Tam tử (13 tháng 2 năm 1875 – 14 tháng 2 năm 1875), chết yểu, mẹ là Uyển Trinh.
4. Tái Hoảng (載洸; 28 tháng 11 năm 1880 – 18 tháng 5 năm 1884), chết yểu, mẹ là Uyển Trinh.
5. Tái Phong, mẹ là Lưu Giai thị, sơ phong Phụ quốc công (1884), thừa tước Thuần Thân vương (1891), là thân phụ của Tuyên Thống Đế Phổ Nghi.
6. Tái Tuần (载洵; 20 tháng 5 năm 1885 – 1949), mẹ là Lưu Giai thị. Được nhận nuôi bởi Dịch Chí (奕誌; 1827 – 1850), con trai của Thụy Hoài Thân vương Miên Hân. Sơ phong Phụ quốc công (1889), rồi Trấn quốc công (1890), tấn phong Bối lặc (1902), rồi tấn thăng Quận vương (1908).
7. Tái Đào (載濤; 23 tháng 6 năm 1887 – 2 tháng 9 năm 1970), mẹ là Lưu Giai thị. Được nhận nuôi bởi Chung Đoan Quận vương Dịch Hỗ, con trai thứ 8 của Đạo Quang Đế. Sơ phong Nhị đẳng Trấn quốc Tướng quân (1890), rồi Phụ quốc công (1894), tấn phong Bối tử (1898), tấn thăng Bối lặc (1902), rồi Quận vương (1908).

#### Con gái
1. Trưởng nữ (11 tháng 4 năm 1861 – 24 tháng 11 năm 1866), mẹ là Nhan Trát thị. Tháng 9 năm Đồng Trị thứ 5 (1866) đính hôn với Bối lặc Na Nhĩ Tô nhưng chỉ 2 tháng sau Cách cách đã qua đời. Về sau, Bối lặc Na Nhĩ Tô kết hôn với con gái của Thụy Quận vương Dịch Chí – con trai Thụy Thân vương Miên Hân.
2. Nhị nữ, mất khi lên 3, mẹ là Lưu Giai thị.
3. Tam nữ (9 tháng 10 năm 1888 – 1914), được phong Quận quân, gả cho Nhất đẳng Trung Dũng công Phú Sát thị Tùng Xuân, hậu duệ của Phúc Long An.

## Lăng mộ

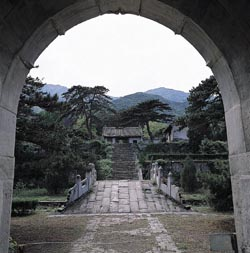
Thất Vương Phần

Nơi chôn cất của ông thường gọi là Thất Vương Phần (七王墳), nằm ở phía tây bắc của Bắc Kinh. Theo Phổ Nghi tự truyện thì trên mộ ông có mọc một cây bạch quả rất cao. Theo Hán tự, chữ đầu tiên của bạch quả (白果) là "白", chư vương được viết là "王", ghép 2 ký tự này lại ta được "皇", là ký tự đầu tiên của Hoàng đế (皇帝). Cây bạch quả mọc trên mộ ông là điềm báo sẽ có một vị Hoàng đế xuất thân trong gia đình của ông, đó chính là Tuyên Thống Đế Phổ Nghi. Điều này đã làm Từ Hi Thái hậu ám ảnh hơn bao giờ hết. Bà nhanh chóng cho đốn cây bạch quả đó đi. Ngôi mộ của ông sau đó được phục hồi năm 1949 và là một trong những điểm du lịch của Bắc Kinh.